# Marmotini
I Marmotini Pocock, 1923, o scoiattoli di terra veri e propri, sono una tribù della famiglia degli Sciuridi (Sciuridae) che comprende marmotte, cani della prateria e citelli.
Raggruppano i seguenti generi:
- Ammospermophilus (citelli antilope);
- Callospermophilus;
- Cynomys (cani della prateria);
- Ictidomys;
- Marmota (marmotte);
- Notocitellus;
- Otospermophilus;
- Poliocitellus;
- Spermophilus (citelli);
- Urocitellus;
- Xerospermophilus.

Oltre a questi, figurano tra i Marmotini anche i seguenti generi, talvolta classificati in una tribù a sé, quella dei Tamiini:
- Sciurotamias (scoiattoli delle rocce);
- Tamias (tamia striato);
- Eutamias (borunduk);
- Neotamias (le 24 specie di cipmunk).

I più antichi resti fossili di scoiattoli di terra (generi Protospermophilus e Sinotamias) risalgono all'Oligocene. Citelli, citelli antilope e cani della prateria sono stati spesso trattati distintamente (sottotribù Spermophilina) dalle marmotte (sottotribù Marmotina). Tuttavia, ricerche di biologia molecolare e morfologica effettuate tra il 2007 e il 2009 hanno rivelato che i rapporti interni tra i Marmotini sono diversi da quanto ipotizzato in precedenza. Dopo un'approfondita indagine di biologia molecolare, tuttavia, i citelli sono stati suddivisi in otto generi distinti, corrispondenti ai precedenti sottogeneri, poiché è risultato che i gruppi formati dalle marmotte (Marmota), dai citelli antilope (Ammospermophilus) e dai cani della prateria (Cynomys) sono parafiletici, pertanto non formano un clade comune. Nel genere Spermophilus sono rimaste solo le specie paleartiche dell'ex sottogenere Spermophilus, proprie dell'Eurasia.